# Associação de Defesa e Educação Ambiental de Jaraguá do Sul
A Associação de Defesa e Educação Ambiental de Jaraguá do Sul (ADEAJS), é uma ONG de defesa ambiental localizada no norte do estado brasileiro de Santa Catarina, no município de Jaraguá do Sul.